# Broad Clyst
Broad Clyst är en civil parish i East Devon, Storbritannien. Den ligger i grevskapet Devon och riksdelen England, i den södra delen av landet, 250 km väster om huvudstaden London. Den har 2 962 invånare (2011).
Den omfattar byarna Broadclyst, West Clyst, Westwood och Budlake.